# توربو دلفی
توربو دلفی (به انگلیسی: Turbo C Sharp)، یک محیط یکپارچه توسعه نرم‌افزار ساخته شده توسط شرکت "CodeGear" که برای دانشجویان، آماتور، متخصصان فردی و برنامه نویسان علاقه‌مند مناسب است. در این برنامه از زبان برنامه‌نویسی دلفی استفاده شده‌است.
توربو دلفی فقط برای سکو سیستم عامل ویندوز قابل اجرا است.